# Fleet Marine Force, Atlantic
La Fleet Marine Force, Atlantic (FMFLant) es una fuerza de desembarco naval estadounidense que está dispersa por el Océano Atlántico y que está bajo el mando del Comando del Atlántico de Estados Unidos. Su cuartel general está ubicado en la Base naval de Norfolk y dirige y comanda todos los elementos subordinados de la Fuerza de Ataque Expedicionaria de la Armada y de los componentes de la Fuerza de Tareas Aero-Terrestre de Marines que caen bajo la Segunda, Cuarta y la Sexta flota y el Comando de las Fuerzas del Cuerpo Marines de Estados Unidos. Está bajo el control operacional del Comandante en Jefe, United States Fleet Forces Command, cuando es desplegada.

## Organización
Se reportan directamente al comandante general, Fuerza de Infantería de Marina de Flota, Atlántico y son el comandante general, II Fuerza Expedicionaria de Marines, y los comandantes oficiales de las tres unidades expedicionarias de Marines, (22.ª, 24.ª, 26.ª MEU). El comandante general, II MEF, ejerce el control operacional de la 2.ª División de Marines, la 2.ª Ala Aérea del Cuerpo de Marines, el 2.° Grupo de Servicios de Apoyo de la Fuerza, la 4.ª Brigada Expedicionaria de Marines y la 6.ª Brigada Expedicionaria Marines.

## Jerarquía de las unidades de la Fuerza de Infantería de Marina de Flota

### Comandante, Comando de Flota de Estados Unidos (COMFLTFORCOM)

#### Fuerzas de Infantería de Marina, Comando (MARFORCOM)
| Fuerza de Desembarco, Segunda Flota (LF2F) | Fuerza de Desembarco, Segunda Flota (LF2F) | Fuerza de Desembarco, Segunda Flota (LF2F)          |
| ------------------------------------------ | ------------------------------------------ | --------------------------------------------------- |
| Fuerza de Tareas Combinada 22              |                                            | Base Naval de Point Loma San Diego, CA              |
| Fuerza de Tareas Combinada 23 (CTF-23)     |                                            | Base Naval de Point Loma San Diego, CA              |
| II Fuerza Expedicionaria de Marines        |                                            | MCB Camp Lejeune Carolina del Norte, Estados Unidos |

#### Fuerzas de Infantería de Marina, Sur (MARFORSOUTH)
| Fuerza de Desembarco, Cuarta Flota (LF4F) | Fuerza de Desembarco, Cuarta Flota (LF4F) | Fuerza de Desembarco, Cuarta Flota (LF4F)           |
| ----------------------------------------- | ----------------------------------------- | --------------------------------------------------- |
|                                           |                                           | Estación Naval de Mayport Jacksonville, Florida     |
| II Fuerza Expedicionaria de Marines       |                                           | MCB Camp Lejeune Carolina del Norte, Estados Unidos |

#### Fuerzas de Infantería de Marina, Europa (MARFOREUR)
| Fuerza de Desembarco, Sexta Flota (LF6F) | Fuerza de Desembarco, Sexta Flota (LF6F) | Fuerza de Desembarco, Sexta Flota (LF6F)            |
| ---------------------------------------- | ---------------------------------------- | --------------------------------------------------- |
| Fuerza de Tareas 61                      |                                          | Actividad de Apoyo Naval de Nápoles Nápoles, Italia |
| Fuerza de Tareas 62                      |                                          | Actividad de Apoyo Naval de Nápoles Nápoles, Italia |
| Fuerza de Tareas 68                      |                                          | Actividad de Apoyo Naval de Nápoles Nápoles, Italia |
| II Fuerza Expedicionaria de Marines      |                                          | MCB Camp Lejeune Carolina del Norte, Estados Unidos |